# Neoneura mariana
Neoneura mariana är en trollsländeart som beskrevs av Williamson 1917. Neoneura mariana ingår i släktet Neoneura och familjen Protoneuridae. Inga underarter finns listade i Catalogue of Life.